# Nepenthes macrovulgaris
Nepenthes macrovulgaris J.R.Turnbull & A.T.Middleton, 1988 è una pianta carnivora della famiglia Nepenthaceae, endemica del Borneo, dove cresce a 300–1200 m.

## Conservazione
La Lista rossa IUCN classifica Nepenthes macrovulgaris come specie a rischio minimo (Least Concern).